# Sportivi con il maggior numero di medaglie ai Giochi olimpici invernali
In questa pagina alcune liste di sportivi che hanno conquistato più medaglie ai Giochi olimpici invernali.

## Sportivi con il maggior numero di medaglie in assoluto
| Pos. | Nazione               | Sportivo             | Sport                   | Sesso |   |   |   |    |
| ---- | --------------------- | -------------------- | ----------------------- | ----- | - | - | - | -- |
| 1    | Norvegia              | Marit Bjørgen        | Sci di fondo            | F     | 8 | 4 | 3 | 15 |
| 2    | Norvegia              | Ole Einar Bjørndalen | Biathlon                | M     | 8 | 4 | 1 | 13 |
| 2    | Paesi Bassi           | Ireen Wüst           | Pattinaggio di velocità | F     | 6 | 5 | 2 | 13 |
| 4    | Norvegia              | Bjørn Dæhlie         | Sci di fondo            | M     | 8 | 4 | 0 | 12 |
| 5    | Italia                | Arianna Fontana      | Short track             | F     | 2 | 4 | 5 | 11 |
| 6    | Unione Sovietica      | Raisa Smetanina      | Sci di fondo            | F     | 4 | 5 | 1 | 10 |
| 6    | Italia                | Stefania Belmondo    | Sci di fondo            | F     | 2 | 3 | 5 | 10 |
| 8    | Unione Sovietica      | Ljubov' Egorova      | Sci di fondo            | F     | 6 | 3 | 0 | 9  |
| 8    | Germania              | Claudia Pechstein    | Pattinaggio di velocità | F     | 5 | 2 | 2 | 9  |
| 8    | Svezia                | Sixten Jernberg      | Sci di fondo            | M     | 4 | 3 | 2 | 9  |
| 8    | Paesi Bassi           | Sven Kramer          | Pattinaggio di velocità | M     | 4 | 2 | 3 | 9  |
| 8    | Svezia                | Charlotte Kalla      | Sci di fondo            | F     | 3 | 6 | 0 | 9  |
| 8    | Russia                | Alexander Bolshunov  | Sci di fondo            | M     | 3 | 4 | 2 | 9  |
| 8    | Germania              | Uschi Disl           | Biathlon                | F     | 2 | 4 | 3 | 9  |
| 15   | Corea del Sud/ Russia | Viktor An            | Short track             | M     | 6 | 0 | 2 | 8  |
| 15   | Norvegia              | Johannes Thingnes Bø | Biathlon                | M     | 5 | 2 | 1 | 8  |
| 15   | Germania              | Ricco Groß           | Biathlon                | M     | 4 | 3 | 1 | 8  |
| 15   | Norvegia              | Emil Hegle Svendsen  | Biathlon                | M     | 4 | 3 | 1 | 8  |
| 15   | Norvegia              | Kjetil André Aamodt  | Sci alpino              | M     | 4 | 2 | 2 | 8  |
| 15   | Germania              | Sven Fischer         | Biathlon                | M     | 4 | 2 | 2 | 8  |
| 15   | Unione Sovietica      | Galina Kulakova      | Sci di fondo            | F     | 4 | 2 | 2 | 8  |
| 15   | Germania              | Gunda Niemann        | Pattinaggio di velocità | F     | 3 | 4 | 1 | 8  |
| 15   | Germania Est          | Karin Enke           | Pattinaggio di velocità | F     | 3 | 4 | 1 | 8  |
| 15   | Stati Uniti           | Apolo Anton Ohno     | Short track             | M     | 2 | 2 | 4 | 8  |
| 15   | Norvegia              | Tiril Eckhoff        | Biathlon                | F     | 2 | 2 | 4 | 8  |

## Sportivi con almeno 4 medaglie d'oro olimpiche
| Pos. | Sportivo             | Nazione               | Sport                   | Edizioni  | Oro | Argento | Bronzo | Note                                              |
| ---- | -------------------- | --------------------- | ----------------------- | --------- | --- | ------- | ------ | ------------------------------------------------- |
| 1    | Marit Bjørgen        | Norvegia              | Sci di fondo            | 2002-2018 | 8   | 4       | 3      |                                                   |
| 2    | Ole Einar Bjørndalen | Norvegia              | Biathlon                | 1998-2014 | 8   | 4       | 1      |                                                   |
| 3    | Bjørn Dæhlie         | Norvegia              | Sci di fondo            | 1992-1998 | 8   | 4       | 0      |                                                   |
| 4    | Ljubov' Egorova      | Russia                | Sci di fondo            | 1992-1994 | 6   | 3       | 0      | Squalificata nel 1997 per doping                  |
| 5    | Viktor An            | Corea del Sud/ Russia | Short track             | 2006-2014 | 6   | 0       | 2      |                                                   |
| 6    | Lidija Skoblikova    | Unione Sovietica      | Pattinaggio di velocità | 1960-1964 | 6   | 0       | 0      |                                                   |
| 7    | Ireen Wüst           | Paesi Bassi           | Pattinaggio di velocità | 2006-2018 | 5   | 4       | 1      |                                                   |
| 8    | Claudia Pechstein    | Germania              | Pattinaggio di velocità | 1992-2018 | 5   | 2       | 2      | Sospesa nel 2007 per doping, riammessa in seguito |
| 9    | Martin Fourcade      | Francia               | Biathlon                | 2010-2018 | 5   | 2       | 0      |                                                   |
| 10   | Clas Thunberg        | Finlandia             | Pattinaggio di velocità | 1924-1928 | 5   | 1       | 1      |                                                   |
| 10   | Larisa Lazutina      | Russia                | Sci di fondo            | 1992-1998 | 5   | 1       | 1      | Squalificata nel 2002 per doping                  |
| 12   | Thomas Alsgaard      | Norvegia              | Sci di fondo            | 1994-2002 | 5   | 1       | 0      |                                                   |
| 13   | Bonnie Blair         | Stati Uniti           | Pattinaggio di velocità | 1988-1994 | 5   | 0       | 1      |                                                   |
| 14   | Eric Heiden          | Stati Uniti           | Pattinaggio di velocità | 1980      | 5   | 0       | 0      |                                                   |
| 15   | Raisa Smetanina      | Unione Sovietica      | Sci di fondo            | 1976-1992 | 4   | 5       | 1      |                                                   |
| 16   | Sixten Jernberg      | Svezia                | Sci di fondo            | 1956-1964 | 4   | 3       | 2      |                                                   |
| 17   | Emil Hegle Svendsen  | Norvegia              | Biathlon                | 2010-2018 | 4   | 3       | 1      |                                                   |
| 18   | Sven Kramer          | Paesi Bassi           | Pattinaggio di velocità | 2006-2018 | 4   | 2       | 3      |                                                   |
| 19   | Ricco Groß           | Germania              | Biathlon                | 1992-2006 | 4   | 3       | 1      |                                                   |
| 20   | Kjetil André Aamodt  | Norvegia              | Sci alpino              | 1992-2006 | 4   | 2       | 2      |                                                   |
| 20   | Galina Kulakova      | Unione Sovietica      | Sci di fondo            | 1968-1980 | 4   | 2       | 2      |                                                   |
| 20   | Sven Fischer         | Germania              | Biathlon                | 1994-2006 | 4   | 2       | 2      |                                                   |
| 23   | Ivar Ballangrud      | Norvegia              | Pattinaggio di velocità | 1928-1936 | 4   | 2       | 1      |                                                   |
| 24   | Janica Kostelić      | Croazia               | Sci alpino              | 2002-2006 | 4   | 2       | 0      |                                                   |
| 24   | Wang Meng            | Cina                  | Short track             | 2006-2010 | 4   | 2       | 0      |                                                   |
| 26   | Dar"ja Domračava     | Bielorussia           | Biathlon                | 2010-2018 | 4   | 1       | 1      |                                                   |
| 26   | Gunde Svan           | Svezia                | Sci di fondo            | 1984-1988 | 4   | 1       | 1      |                                                   |
| 28   | Evgenij Grišin       | Unione Sovietica      | Pattinaggio di velocità | 1956-1964 | 4   | 1       | 0      |                                                   |
| 28   | Aleksandr Tichonov   | Unione Sovietica      | Biathlon                | 1968-1980 | 4   | 1       | 0      |                                                   |
| 28   | Nikolaj Zimjatov     | Unione Sovietica      | Sci di fondo            | 1980-1984 | 4   | 1       | 0      |                                                   |
| 28   | Matti Nykänen        | Finlandia             | Salto con gli sci       | 1984-1988 | 4   | 1       | 0      |                                                   |
| 28   | Johann Olav Koss     | Norvegia              | Pattinaggio di velocità | 1992-1994 | 4   | 1       | 0      |                                                   |
| 28   | Kevin Kuske          | Germania              | Bob                     | 2002-2010 | 4   | 1       | 0      |                                                   |
| 28   | André Lange          | Germania              | Bob                     | 2002-2010 | 4   | 1       | 0      |                                                   |
| 35   | Chun Lee-kyung       | Corea del Sud         | Short track             | 1994-1998 | 4   | 0       | 1      |                                                   |
| 35   | Natalie Geisenberger | Germania              | Slittino                | 2010-2018 | 4   | 0       | 1      |                                                   |
| 37   | Thomas Wassberg      | Svezia                | Sci di fondo            | 1980-1988 | 4   | 0       | 0      |                                                   |
| 37   | Simon Ammann         | Svizzera              | Salto con gli sci       | 2002-2010 | 4   | 0       | 0      |                                                   |
| 37   | Dario Cologna        | Svizzera              | Sci di fondo            | 2010-2018 | 4   | 0       | 0      |                                                   |
| 37   | Tobias Wendl         | Germania              | Slittino                | 2014-2018 | 4   | 0       | 0      |                                                   |
| 37   | Tobias Arlt          | Germania              | Slittino                | 2014-2018 | 4   | 0       | 0      |                                                   |

## Sportivi con il maggior numero di medaglie in un singolo evento individuale
Nella storia dei Giochi olimpici invernali sono stati solo sette gli sportivi in grado di andare a podio nella stessa gara individuale in almeno quattro edizioni diverse dei Giochi. Anche altri sono stati in grado farlo, ma in gare di squadra o in staffetta.
| Pos. | Sportivo            | Nazione     | Sport                   | Specialità  | Edizioni  | Oro | Argento | Bronzo | Tot. |
| ---- | ------------------- | ----------- | ----------------------- | ----------- | --------- | --- | ------- | ------ | ---- |
| 1    | Armin Zöggeler      | Italia      | Slittino                | Singolo     | 1994-2014 | 2   | 1       | 3      | 6    |
| 2    | Georg Hackl         | Germania    | Slittino                | Singolo     | 1988-2002 | 3   | 2       | 0      | 5    |
| 3    | Gillis Grafström    | Svezia      | Pattinaggio di figura   | Individuale | 1920-1932 | 3   | 1       | 0      | 4    |
| 3    | Claudia Pechstein   | Germania    | Pattinaggio di velocità | 5000 m      | 1992-2018 | 3   | 1       | 0      | 4    |
| 3    | Sven Kramer         | Paesi Bassi | Pattinaggio di velocità | 5000 m      | 2006-2018 | 3   | 1       | 0      | 4    |
| 6    | Kjetil André Aamodt | Norvegia    | Sci alpino              | Super G     | 1992-2006 | 3   | 0       | 1      | 4    |
| 7    | Arianna Fontana     | Italia      | Short track             | 500 m       | 2010-2022 | 2   | 1       | 1      | 4    |